# حنيف عمران زاده
حنيف عمران زاده (30 أبريل 1985) هو لاعب كرة قدم إيراني سابق، يعمل مساعد مدرب لنادي نفط مسجد سليمان، لعب مع باس طهران، باس همدان ، استقلال طهران ، ملوان ونادي مشكي بوشان خلال مسيرته الكروية.

## روابط خارجية
- حنيف عمران زاده على موقع قاعدة بيانات كرة القدم.إي يو (الإنجليزية)
- حنيف عمران زاده على موقع ناشيونال فوتبول تيمز (الإنجليزية)